# Konstantin Engel
Konstantin Engel (in kazako Константин Энгель?; in russo Константин Энгель?, Konstantin Ėngel'; Karaganda, 27 luglio 1988) è un calciatore kazako, difensore del Blau-Weiß Ramsloh.

## Statistiche

### Presenze e reti nei club
Statistiche aggiornate al 20 aprile 2016.
| Stagione               | Squadra                | Campionato             | Campionato | Campionato | Coppe nazionali | Coppe nazionali | Coppe nazionali | Coppe continentali | Coppe continentali | Coppe continentali | Altre coppe | Altre coppe | Altre coppe | Totale | Totale |
| Stagione               | Squadra                | Comp                   | Pres       | Reti       | Comp            | Pres            | Reti            | Comp               | Pres               | Reti               | Comp        | Pres        | Reti        | Pres   | Reti   |
| ---------------------- | ---------------------- | ---------------------- | ---------- | ---------- | --------------- | --------------- | --------------- | ------------------ | ------------------ | ------------------ | ----------- | ----------- | ----------- | ------ | ------ |
| 2006-2007              | Osnabrück              | RL                     | 1          | 0          | -               | -               | -               | -                  | -                  | -                  | -           | -           | -           | 1      | 0      |
| 2007-2008              | Osnabrück              | 3L                     | -          | -          | -               | -               | -               | -                  | -                  | -                  | -           | -           | -           | -      | -      |
| 2008-2009              | Osnabrück              | 2L                     | 20+1       | 1+0        | CG              | 1               | 0               | -                  | -                  | -                  | -           | -           | -           | 21+1   | 1+0    |
| 2009-2010              | Osnabrück              | 3L                     | 23         | 1          | CG              | 3               | 0               | -                  | -                  | -                  | -           | -           | -           | 26     | 1      |
| 2010-2011              | Osnabrück              | 2L                     | 23+2       | 0+0        | -               | -               | -               | -                  | -                  | -                  | -           | -           | -           | 23+2   | 0+0    |
| Totale Osnabrück       | Totale Osnabrück       | Totale Osnabrück       | 67+3       | 2+0        |                 | 4               | 0               |                    |                    |                    |             |             |             | 71+3   | 2+0    |
| 2011-2012              | Energie Cottbus        | 2L                     | 14         | 0          | -               | -               | -               | -                  | -                  | -                  | -           | -           | -           | 14     | 0      |
| 2012-2013              | Energie Cottbus        | 2L                     | 20         | 0          | CG              | 1               | 0               | -                  | -                  | -                  | -           | -           | -           | 21     | 0      |
| Totale Energie Cottbus | Totale Energie Cottbus | Totale Energie Cottbus | 34         | 0          |                 | 1               | 0               |                    |                    |                    |             |             |             | 35     | 0      |
| 2013-2014              | Ingolstadt 04          | 2L                     | 15         | 0          | -               | -               | -               | -                  | -                  | -                  | -           | -           | -           | 15     | 0      |
| 2014-2015              | Ingolstadt 04          | 2L                     | 14         | 0          | CG              | 1               | 0               | -                  | -                  | -                  | -           | -           | -           | 15     | 0      |
| 2015-2016              | Ingolstadt 04          | BL                     | 4          | 0          | -               | -               | -               | -                  | -                  | -                  | -           | -           | -           | 4      | 0      |
| Totale Ingolstadt 04   | Totale Ingolstadt 04   | Totale Ingolstadt 04   | 33         | 0          |                 | 1               | 0               |                    |                    |                    |             |             |             | 34     | 0      |
| Totale carriera        | Totale carriera        | Totale carriera        | 134+3      | 2+0        |                 | 6               | 0               |                    |                    |                    |             |             |             | 140+3  | 2+0    |

### Cronologia delle presenze e reti in nazionale
| Cronologia completa delle presenze e delle reti in nazionale ― Kazakistan | Cronologia completa delle presenze e delle reti in nazionale ― Kazakistan | Cronologia completa delle presenze e delle reti in nazionale ― Kazakistan | Cronologia completa delle presenze e delle reti in nazionale ― Kazakistan | Cronologia completa delle presenze e delle reti in nazionale ― Kazakistan | Cronologia completa delle presenze e delle reti in nazionale ― Kazakistan | Cronologia completa delle presenze e delle reti in nazionale ― Kazakistan | Cronologia completa delle presenze e delle reti in nazionale ― Kazakistan |
| Data                                                                      | Città                                                                     | In casa                                                                   | Risultato                                                                 | Ospiti                                                                    | Competizione                                                              | Reti                                                                      | Note                                                                      |
| ------------------------------------------------------------------------- | ------------------------------------------------------------------------- | ------------------------------------------------------------------------- | ------------------------------------------------------------------------- | ------------------------------------------------------------------------- | ------------------------------------------------------------------------- | ------------------------------------------------------------------------- | ------------------------------------------------------------------------- |
| 26-3-2013                                                                 | Norimberga                                                                | Germania                                                                  | 4 – 1                                                                     | Kazakistan                                                                | Qual. Mondiali 2014                                                       | -                                                                         |                                                                           |
| 14-8-2013                                                                 | Astana                                                                    | Kazakistan                                                                | 1 – 0                                                                     | Georgia                                                                   | Amichevole                                                                | -                                                                         | 69’                                                                       |
| 11-10-2013                                                                | Tórshavn                                                                  | Fær Øer                                                                   | 1 – 1                                                                     | Kazakistan                                                                | Qual. Mondiali 2014                                                       | -                                                                         |                                                                           |
| 15-10-2013                                                                | Dublino                                                                   | Irlanda                                                                   | 3 – 1                                                                     | Kazakistan                                                                | Qual. Mondiali 2014                                                       | -                                                                         |                                                                           |
| 5-3-2014                                                                  | Adalia                                                                    | Lituania                                                                  | 1 – 1                                                                     | Kazakistan                                                                | Amichevole                                                                | -                                                                         | 46’                                                                       |
| 31-3-2015                                                                 | Khimki                                                                    | Russia                                                                    | 0 – 0                                                                     | Kazakistan                                                                | Amichevole                                                                | -                                                                         |                                                                           |
| 10-10-2015                                                                | Astana                                                                    | Kazakistan                                                                | 1 – 2                                                                     | Paesi Bassi                                                               | Qual. Euro 2016                                                           | -                                                                         |                                                                           |
| 13-10-2015                                                                | Riga                                                                      | Lettonia                                                                  | 0 – 1                                                                     | Kazakistan                                                                | Qual. Euro 2016                                                           | -                                                                         |                                                                           |
| Totale                                                                    |                                                                           | Presenze                                                                  | 8                                                                         |                                                                           | Reti                                                                      | 0                                                                         |                                                                           |

## Palmarès

### Club

#### Competizioni nazionali
- Campionato tedesco di seconda divisione: 1

Ingolstadt 04: 2014-2015
- Campionato kazako: 1

Astana: 2016
- 3. Liga: 1

Osnabrück: 2009-2010, 2018-2019